# War & Peace Vol. 1 (The War Disc)
War & Peace Vol. 1 (The War Disc) – szósty solowy album amerykańskiego rappera Ice Cube’a. Płytę promowały dwa single. Nagrany z metalowym zespołem KoRn „Fuck Dying” i „Pushin' Weight” z udziałem rappera Mr. Short Khopa. Krążek w USA uzyskał status platynowej płyty.

## Lista utworów
1. „Ask About Me” – 3:06
2. „Pushin' Weight”  (feat. Mr. Short Khop) – 4:35
3. „Dr. Frankenstein”  (feat. Mr. Short Khop) – 4:54
4. „Fuck Dying”  (feat. KoЯn) – 4:03
5. „War & Peace” – 3:18
6. „Ghetto Vet” – 5:05
7. „Greed” – 4:29
8. „MP” – 0:49
9. „Cash Over Ass” – 4:21
10. „The Curse of Money”  (feat. Mack 10) – 3:39
11. „The Peckin' Order” – 3:21
12. „Limos, Demos & Bimbos”  (feat. Mr. Short Khop) – 3:51
13. „Once Upon A Time In The Projects 2” – 3:05
14. „If I Was Fuckin' You”  (feat. Mr. Short Khop & K-Mac) – 3:28
15. „X-Bitches” – 4:59
16. „Extradition” – 4:38
17. „3 Strikes You In” – 4:34
18. „Penitentiary” – 4:12

## Pozycje singli na listach
| Rok  | Utwór            | Miejsce na liście | Miejsce na liście | Miejsce na liście | Miejsce na liście |
| Rok  | Utwór            | Hot 100           | USA R&B           | Hot Rap           |                   |
| ---- | ---------------- | ----------------- | ----------------- | ----------------- | ----------------- |
| 1998 | „Pushin' Weight” | 26                | 12                | 4                 |                   |
| 1999 | „Fuck Dying'”    | -                 | -                 | -                 |                   |